# 闕鞏國
闕鞏，先秦商朝、西周封国，在今河南省巩义市西南。
密须的名鼓和大辂车，是周文王所用来检阅军队的。阙巩的铠甲，是周武王用来攻克商朝的，被赐给唐叔虞。前527年，周景王对籍谈简述这一经过。周朝分赐给唐叔大路、密须的鼓、阙巩的甲、沽洗，还有怀姓的九个宗族，五正的职官，用《唐浩》来告诫他，而封在夏朝的故城。前506年，祝佗对苌弘简述这一经过。。《路史·国名纪》说闕鞏是“周世侯伯之国”。闕鞏又指闕鞏所產之鎧甲。陳琳《武軍賦》：“鎧則東胡闕鞏，百煉精剛。”